# Phtheochroa huachucana
Phtheochroa huachucana es una especie de polilla de la familia Tortricidae. Se encuentra en los Estados Unidos, donde se ha registrado en Arizona, Nuevo México y el oeste de Texas.
La envergadura es de 22–27 mm. Se han registrado vuelos en adultos en agosto.